# Alesana Tuilagi
Alesana Tiafau Tuilagi (Fogapoa, 24 de fevereiro de 1981) é um jogador samoano de rugby union que atua na posição de ponta.
É considerado um dos jogadores de linha mais perigosos do campeonato inglês, onde atuou por anos no Leicester Tigers, clube ligado à sua família, composta de grandes nomes do rugby mundial: jogou ao lado do irmão mais novo, o centro Manu Tuilagi, na equipe que já havia contado com o mais velho e atual agente deles, o ex-centro Fereti "Freddie" Tuilagi. A família também tem os oitavos Henry Tuilagi e Sanele Vaivae Tuilagi e o centro Anitelea "Andy" Tuilagi. Todos jogaram ou ainda jogam pela Seleção Samoana de Rugby Union, à exceção de Manu, que defende a Inglaterra.
Alesana estreou por Samoa em 2002, nas eliminatórias para a Copa do Mundo de Rugby de 2003, mas não figurou no torneio. Esteve nos de 2007, ao lado do irmão Henry, e 2011, para o qual seus irmãos Henry e Andy foram pré-convocados, mas ficaram de fora. Também em 2011, Alesana protagonizou um dos maiores feitos de Manu Samoa, a primeira vitória dela sobre a Austrália, e em Sydney: "Quem deitou e rolou foi o gigante Alesana Tuilagi, que semeou o terror em Sydney, liderando seu time à inédita vitória", escreveu-se sobre seu desempenho. Desde 1973, quando perdera para Tonga, os australianos só eram derrotados pela Nova Zelândia em jogos contra outros países da Oceania. Alesana marcou o primeiro try da vitória por 32-23.
Além de Samoa, Alesana Tuilagi também jogou, em 2006, pelos Pacific Islanders, a seleção que reunia samoanos com jogadores das vizinhas Tonga e Fiji.